# アンナ・マリア・ファン・シュルマン
アンナ・マリア・ファン・シュルマン（Anna Maria von Schürmann, 1607年11月5日 - 1678年5月4日）は、ドイツ生まれのオランダの画家、版画家、詩人、哲学者。17世紀当時の女性としては非常に高い教育を受け、芸術、音楽、文学の分野で秀でており、ラテン語、ギリシャ語、ヘブライ語、アラビア語、シリア語、アラム語、エチオピア語を含む14カ国語を解した。語学の天才としてヨーロッパ中にその名を知られ、「ユトレヒトの星」と称された。ルネサンス最末期の女性教養人、女性が教育を受ける権利の擁護者として名声を築いた
。

## 生涯

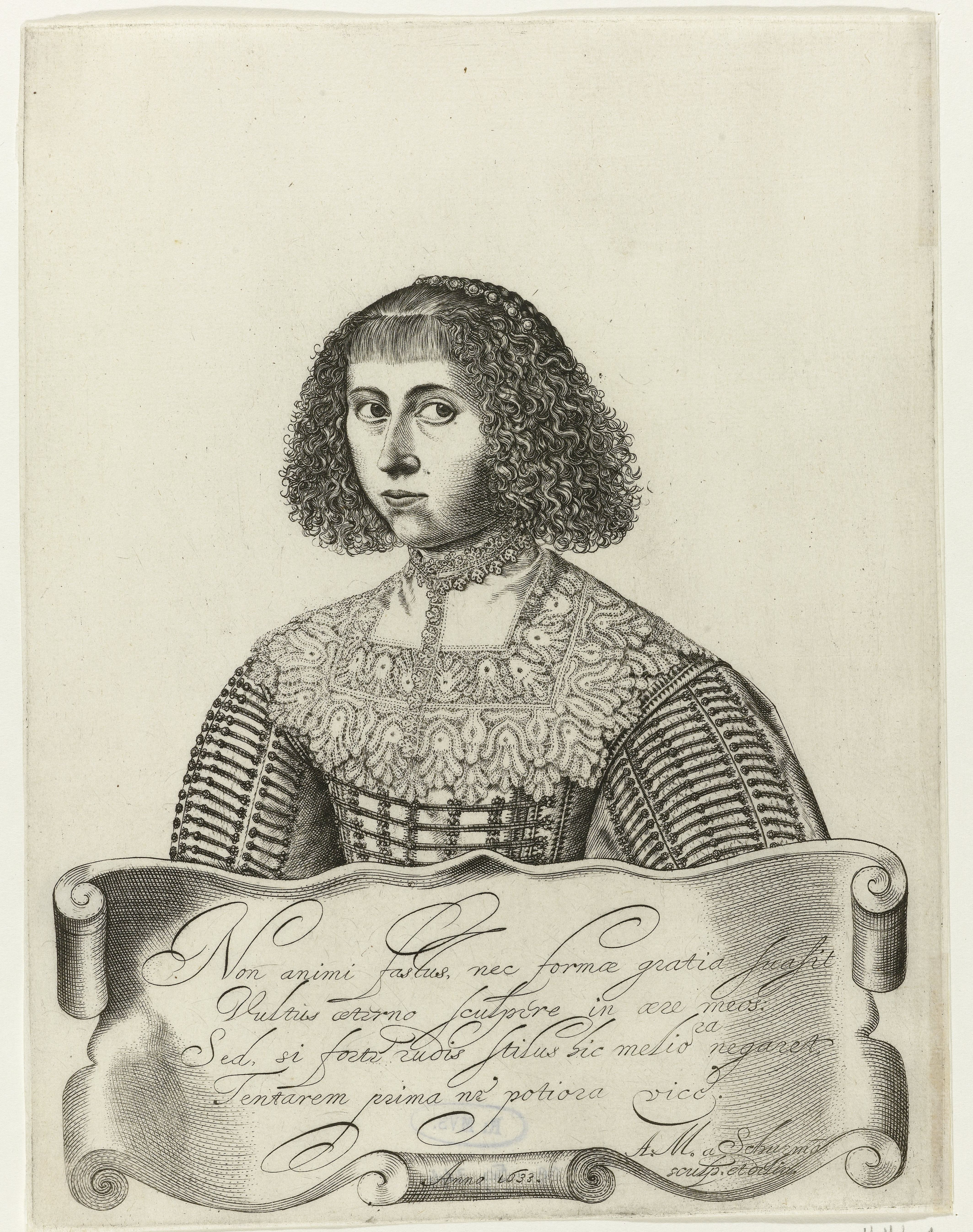
1632年の自画像

アンナ・マリア・ファン・シュルマンはケルンの裕福な家庭に生まれた。4歳の時にすでに字が読めたという。兄弟と同等の教育を受け、ギリシア語、ラテン語、算術、幾何学、天文学、音楽、美術を学んだ。語学については兄弟以上に才能があり、家族が専任の家庭教師として神学とオリエント言語学の教授ヒスベルトゥス・ヴーティウス（1589-1676）を雇った。
1613年に父親が亡くなると、母親と2人のおばとともにユトレヒトに移る。1630年代、マグダレナ・フォン・デ・パッセよりエングレーヴィングを習う。1636年、女性としては初めてユトレヒト大学で学ぶ。しかし当時、女性が大学で学ぶことは許可されていなかったため、講義を聴く際はカーテンの後ろに座り、他の学生から見えないようにしていた。アンナ・マリアは文学や科学全般、また特に神学に興味を持っていた。彼女は法学の学位を取得して卒業した。
1630年代の後半、ライデンでプファルツ公女エリーザベトと知り合った。1630年代から1640年代にかけて、多くの哲学者、文筆家、語学研究者と手紙を交わした。1638年に論文『教養ある処女、もしくは処女は学者たり得るか否か』のラテン語初版が出版され、1639年には英語とオランダ語に翻訳され、のちにフランス語版も刊行された
。
アンナ・マリアは徐々に芸術分野に視野を広げていく。ガラスとダイヤモンドを使って繊細なエングレーヴィングを制作している。次第にロウ型、象牙や木材の彫刻に熟達していく。また、油彩も手掛けたが肖像画が主であった。繊細な切り絵も残っている。画家ヘラルト・ファン・ホントホルストから手ほどきをうけた。
1640年代、1650年代には女性にも教育の機会を与えることの重要性を説いた著作（Whether the Study of Letters Is Fitting for a Christian Woman?）を残している。
1649年、スウェーデンのクリスティーナ女王の宮廷に向かう途中のデカルトはシュルマンを訪問した。
1664年、アンナ・マリアは元イエズス会士でプロテスタントに改宗していたジャン・ド・ラバディに出会う。彼はラバディスムを確立した人物であったが、彼女はジャンの考えに傾倒していき、主要な援助者となる。ラバディは女性の高い知的能力に信を寄せ、シュルマンの博識を称賛した。アンナ・マリアはほかのラバディストたちと質素な生活をともにした。プファルツ公女エリーザベトが院長をつとめるヴェストファーレンのヘルフォルトにあるプロテスタント女子修道院は、迫害された人々を受け入れ、アンナ・マリアやラバディストの同志たちにも避難場所が与えられた。エリーザベトの庇護のもとで3年を過ごしたが、住民や教会との軋轢により新たな避難先を求めて町を去った。1673年にはラテン語の著書『正しき選択』（Euklēría, or Choosing the Better Part　1673）で運動に参加した理由を弁明し批判に応じた。この派はアムステルダムに移るが歓迎されず、ハンブルク＝アルトナに再度移り、ジャン・ド・ラバディはそこで1674年に亡くなった。彼らは再びフリースラント州ウィウェルトに移り、アンナ・マリアはそこで1678年に亡くなった。

## 参照
1. ↑  ヌルミネン 2016, pp. 241–242.
2. 1 2 3  ヌルミネン 2016, p. 246.
3. ↑  Anna Maria Schuurmans biography in De groote schouburgh der Nederlantsche konstschilders en schilderessen (1718) by Arnold Houbraken, courtesy of the Digital library for Dutch literature
4. 1 2 3  ヌルミネン 2016, p. 245.
5. ↑  Anna Maria van Schurman in the RKD
6. 1 2  ヌルミネン 2016, p. 242.
7. ↑  ヌルミネン 2016, p. 249.
8. ↑  ヌルミネン 2016, p. 306.
9. ↑  ヌルミネン 2016, p. 263.
10. ↑  ヌルミネン 2016, pp. 263–264.
11. ↑  ヌルミネン 2016, p. 264.
12. ↑  ヌルミネン 2016, p. 259.